# 平克希爾 (密蘇里州)
平克希爾（英語：Pink Hill）是位於美國密蘇里州傑克遜縣的非建制地區。

## 歷史
平克希爾的郵局於1854年設立，其後於1902年停運。

## 地理
平克希爾所處的海拔為高於海平面252米（即827英呎），而該地所採用的時區為UTC-6，即北美中部時區（CST）。同時該地設有夏令時間，為UTC-6調快一小時，即UTC-5（CDT）。